# Dołyniwka (rejon kropywnycki)
Dołyniwka (ukr. Долинівка) – wieś na Ukrainie, w obwodzie kirowohradzkim, w rejonie kropywnyckim, w hromadzie Kompanijiwka. W 2001 liczyła 163 mieszkańców.